# Pseudosphromenus
Pseudosphromenus is een geslacht van straalvinnige vissen uit de familie van echte goerami's (Osphronemidae).

## Soorten
- Pseudosphromenus cupanus (Cuvier, 1831)
- Pseudosphromenus dayi (Engmann, 1909)